# Hugo J. Bellen

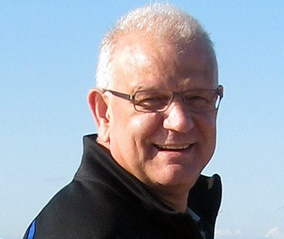
Hugo J. Bellen (2014)

Hugo Josef Bellen, auch Hugo Jozef Bellen (* um 1953) ist ein belgisch-US-amerikanischer Genetiker am Baylor College of Medicine.

## Leben
Hugo Bellen studierte zunächst Business Engineering und machte an der Solvay School of Business der Freien Universität Brüssel einen entsprechenden Abschluss (MBA). Dann wandte er sich aber der Tiermedizin zu und erwarb einen ersten Abschluss an der Universität Antwerpen und einen Dr. med. vet. (DVM) an der Universität Gent. 1986 erhielt er bei John A. Kiger an der University of California, Davis, mit der Arbeit Multiple Effects of Dunce Mutations of Drosophila Melanogaster and Their Interactions with Suppressors einen Ph.D. in Genetik. Als Postdoktorand arbeitete Bellen bei Walter Gehring an der Universität Basel.
Seit 1989 ist Bellen an der Abteilung für Molekulargenetik und Humangenetik des Baylor College of Medicine und forscht zusätzlich für das Howard Hughes Medical Institute (HHMI). Seit der Gründung 2011 ist er außerdem am Jan and Dan Duncan Neurological Research Institute des Texas Children’s Hospital tätig. Am Baylor College of Medicine ist er March of Dimes Professor für Entwicklungsbiologie und Charles Darwin Professor für Genetik.
Bellen ist vor allem bekannt für seine Beiträge zur Genetik, zur Entwicklungsbiologie und zu den Neurowissenschaften. So stellt er den Genforschern weltweit, die wie er Drosophila melanogaster als Modellorganismus verwenden, einen umfangreichen genetischen „Werkzeugkasten“ zur Verfügung. Diese Werkzeuge konnten zum Teil auch auf andere Modellorganismen übertragen werden. In seinen eigenen Arbeiten befasst sich Bellen mit Signalübertragung an Synapsen, mit der Entwicklung von Neuronen, mit dem Notch-Signalweg und mit Neurodegeneration. Sein Labor ist der Standort des Model Organism Screening Center for the Undiagnosed Diseases Network der National Institutes of Health (NIH) zur Klärung der genetischen Ursachen bisher unbekannter Erkrankungen.
Hugo Bellen hat laut Datenbank Scopus einen h-Index von 102, laut Semantic Scholar einen von 108 und laut Google Scholar einen von 118 (Stand jeweils September 2024).

## Auszeichnungen (Auswahl)
- 2012 Gill Award der Indiana University Bloomington[6]
- 2014 George W. Beadle Award der Genetics Society of America[7]
- 2020 Mitglied der American Academy of Arts and Sciences[8]
- 2020 Mitglied der National Academy of Sciences[9]
- 2021/2022 Vizepräsident/Präsident der Genetics Society of America[10]
- 2021 Mitglied der European Molecular Biology Organization
- 2024 Gruber-Preis für Genetik